# Neolamprologus pulcher
Neolamprologus pulcher (Trewavas & Poll, 1952) è un pesce d'acqua dolce appartenente alla famiglia Cichlidae e alla sottofamiglia Pseudocrenilabrinae.

## Distribuzione e habitat
Endemico del Lago Tanganica, dove è particolarmente comune nel sud. Vive fino a 50 m di profondità in zone rocciose e fondali con ricca sedimentazione.

## Descrizione
Raggiunge una lunghezza massima di 7,2 cm.

## Biologia
Non molto conosciuta.

### Comportamento
Può formare sia coppie che piccoli gruppi.

### Riproduzione
È oviparo e la fecondazione è esterna. È monogamo e le coppie restano insieme per la vita. Le uova, di solito non più di 60, vengono deposte in un'apertura della roccia dove verranno sorvegliate fino alla schiusa dal maschio, la femmina e i giovanili di maggiori dimensioni.

## Acquariofilia
Può essere allevato in acquario, dove si riproduce.